# Eyyvah Eyvah 2
Eyyvah Eyvah 2 ist ein türkischer Spielfilm des Regisseurs Hakan Algül aus dem Jahr 2011. Der Film wurde mit Eyyvah Eyvah 3 fortgesetzt.

## Handlung
Hüseyin kehrt zu seinen Vater ins Dorf Geyikli zurück. Er denkt immer noch an seine Verlobte Müjgan. Doch diesmal erscheint der neu ernannte Stadtarzt als Hindernis vor ihm. Als Ablenkung misst der Arzt Hüseyins Temperatur und dadurch versucht der Arzt irgendwie Hüseyin loszuwerden. Dies gelingt nicht und der Arzt wird jedes Mal blamiert. Firuzan hat eine Idee, die beiden gehen ins Krankenhaus, damit dort Hüseyin Müjgan einen Antrag zu machen. Müjgan arbeitet als Krankenschwester.

## Veröffentlichung
Der Film startete am 7. Januar 2011 auf Platz 1 der nationalen Kinokassen auf 357 Leinwänden in der ganzen Türkei mit einer Summe von 5.170.314 US-Dollar am ersten Wochenende.

## Rezeption
„[…] Fortsetzung der türkischen Erfolgskomödie "Eyyvah Eyvah" (2010), in der ein naiver Musiker aus Istanbul mit einer Nachtclub-Diva in sein Heimatdorf fährt, um dort um die Hand seiner großen Liebe anzuhalten. Bis es zum Hochzeitsspektakel kommt, müssen allerlei Missverständnisse überwunden werden. Sehr unterhaltsame, anekdotisch aufgebaute Komödie mit eindimensionaler Erzählstrategie, schlampigen Schnitten und plumpen Gags, was freilich alles durchaus geschickt Methode hat. Vor allem die furios aufspielenden Hauptdarsteller verbinden nuancenreich lauten Humor und Ironie.“

### Einspielergebnisse
Der Film war drei Wochen in Folge die Nummer 1 der türkischen nationalen Kinokassen und hat eine Summe von 15.363.346 US-Dollar eingespielt.